# 前帯状皮質

赤色で示す所が、左大脳半球の前帯状皮質。右大脳半球は透明にしてある。

前帯状皮質（ぜんたいじょうひしつ、英: Anterior cingulate cortex ACC）は、帯状皮質の前部で、脳の左右の大脳半球間の神経信号を伝達する線維である脳梁を取り巻く"襟"のような形をした領域である。
この領域には背側部 (ブロードマンの脳地図における24野) と腹側部 (ブロードマンの脳地図における32野) が含まれている。前帯状皮質は血圧や心拍数の調節のような多くの自律的機能の他に、報酬予測、意思決定、共感や情動といった認知機能に関わっているとされている。

## 機能
前帯状皮質はそれぞれの持つ機能に基づき、解剖学的に実行 (前側)、評価 (後側)、認知 (背側)、情動 (腹側) の4つの領域に分けられる。前帯状皮質は前頭前皮質と頭頂葉の他、運動系や前頭眼野とも接続して、刺激のトップダウンとボトムアップの処理や他の脳領域への適切な制御の割り当ての中心的役割を担っている。前帯状皮質は学習の初期や問題解決のような、実行に特別な努力を必要とする課題に特に関係していると考えられている 。エラー検出 (error detection)、課題の予測、動機付け、情動反応の調節といった機能を前帯状皮質によるものとする多くの研究がある。
また、ストループ課題実験 (順次的な意思決定の過程への固執性 (adherence) を計測する実験) における一般健常者の前帯状皮質の応答は高くなっている。
一方、課題への集中力の減少に関する多くの研究に資金が集まっている。このような減少はしばしば、注意欠陥・多動性障害 (ADHD) として診断される。サルを用いた最近の研究によって、(ドーパミン放出の減少に一般的に関連付けられる) 前帯状皮質の活動の低下は、視覚手がかりを報酬予測に用いることを学習する能力の減少を引き起こすことが明らかになっている。
前帯状皮質には紡錘形神経細胞  (spindle neuron)  と呼ばれる神経細胞が存在する。この細胞は前帯状皮質以外に島皮質前部にも存在し、ヒトの他には類人猿、ザトウクジラ、シャチ、マッコウクジラなどに存在する。

## 実験課題
前帯状皮質の活動の増加が観察される典型的な実験課題として、被験者がエラーを犯すような可能性を作る競合性を生じさせるものがある。そのような実験課題の例として、エリクセンのフランカー課題 (Eriksen flanker task)、と呼ばれるものがある。単純なものでは例えば、競合的 (>><>>) または非競合的 (<<<<<) なディストラクターに挟まれた中央の矢印の向きを答えさせる課題 (この場合競合的なディストラクターに挟まれたものの方が誤答率や反応時間が増加する) がある。
他の非常に有名な競合性を引き起こす課題として、ストループ課題がある(Pardo et al., 1990)。古典的なストループ課題は単語と色が一致 (赤色で書かれたあか) した場合や、不一致 (青色で書かれたあか) した場合において、その単語の色を答える課題である。この時ヒトの単語を読む能力が、単語の色を正しく答えようとする際に干渉を引き起こすため、競合が起きる。この課題の派生として、中立的な刺激 (4回呈示される"犬") や干渉を及ぼすような刺激 (4回呈示される"三") の呈示回数をボタン押しで答えるカウンティング・ストループ課題がある。
ストループ課題の別のバージョンとして、エモーショナル・カウンティング・ストループ課題がある。この課題は干渉を及ぼす刺激として"殺人"のような強い情動を引き起こすような刺激を用いること以外はカウンティング・ストループ課題と同じである。異なる種類の競合を引き起こすことにより、前帯状皮質の多くの機能を区別することが出来る。
しかし、このような課題で刺激の競合性を変化する際に、課題の難度もまた変化してしまうことには注意が必要である。つまり競合性の違いによる前帯状皮質の活動の変化は、認知的競合ではなく、このような難度の差によって説明出来てしまう恐れがある。もしそうであるならば、前帯状皮質は競合的な処理を行う脳領域ではなく、他の脳領域で行われる競合的な処理と相関した活動を示す領域ということになってしまう。

## 機能障害
前帯状皮質 (ブロードマンの脳地図における 25 野) の電気刺激がうつ病の治療に役立つという神経外科学的研究がある。
前帯状皮質の損傷の効果の研究から、健常者の脳機能の一部に関する知見が得られる。前帯状皮質の損傷と関連付けられる症状として、エラー検出の困難さや、競合的なストループ課題の遂行の困難さ、情緒不安定、不注意、無動無言症がある。また、統合失調症の患者において前帯状皮質の損傷が見つかっている。その研究では空間的位置の競合を引き起こすストループ課題に似た課題において、異常なエラー関連性電位 (ERN) が見られた。ADHDの患者では、ストループ課題を行っている際の前帯状皮質の背側部の活動が低下していることが分かっている。以上のようなイメージング、及び電気生理学的研究から、前帯状皮質が多くの機能を担っていることが示されている。
強迫性障害の患者では、前帯状皮質におけるグルタミン酸活動レベルの不自然な低下と他の領域での過剰なグルタミン酸活動レベルの上昇が見られる。このことから、この領域が強迫性障害と関連していることも分かっている。

## 前帯状皮質と意識
前帯状皮質は意識的体験に必要な多くの機能に関連付けられている。より情動に敏感な女性の被験者ほど、短い‘情動的’なビデオを見ている際に前帯状皮質の活動レベルの上昇が見られる。情動的な気づきの向上には、情動的な指令や標的のより優れた認知が必要とされ、このような認知は前帯状皮質の活動が反映されている。

## 鉛中毒との関係
2008年の研究で、シンシナティ鉛スタディ (Cincinnati Lead Study) に参加した成人の脳のMRI画像の研究により、子供の時に重度の鉛中毒にかかった人は大人になった時に脳の大きさが小さくなっていることが示されている。この効果は前帯状皮質で大きく、鉛中毒患者の認知的、行動的障害に関係していると考えられている。

## 画像

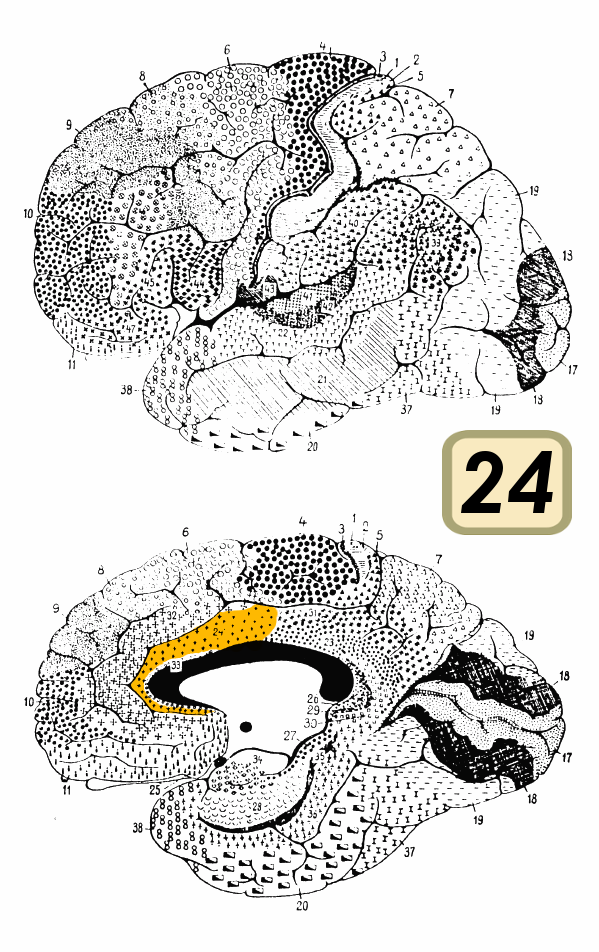
ブロードマンの脳地図における24野
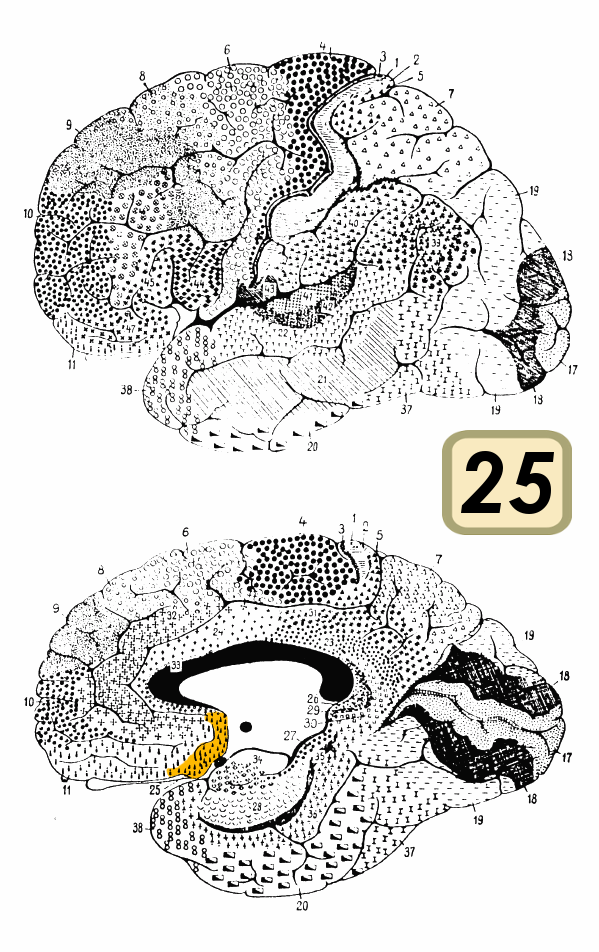
ブロードマンの脳地図における25野
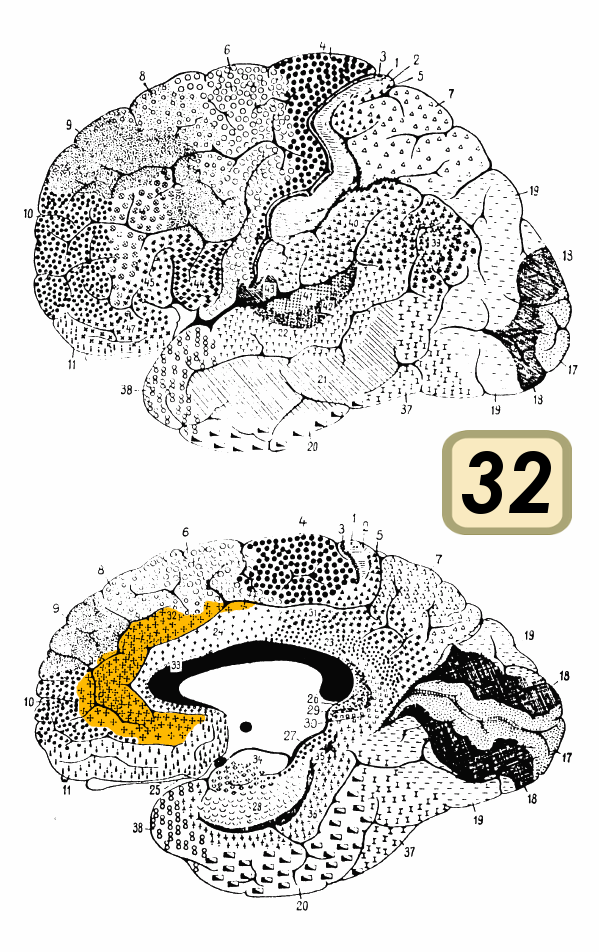
ブロードマンの脳地図における32野
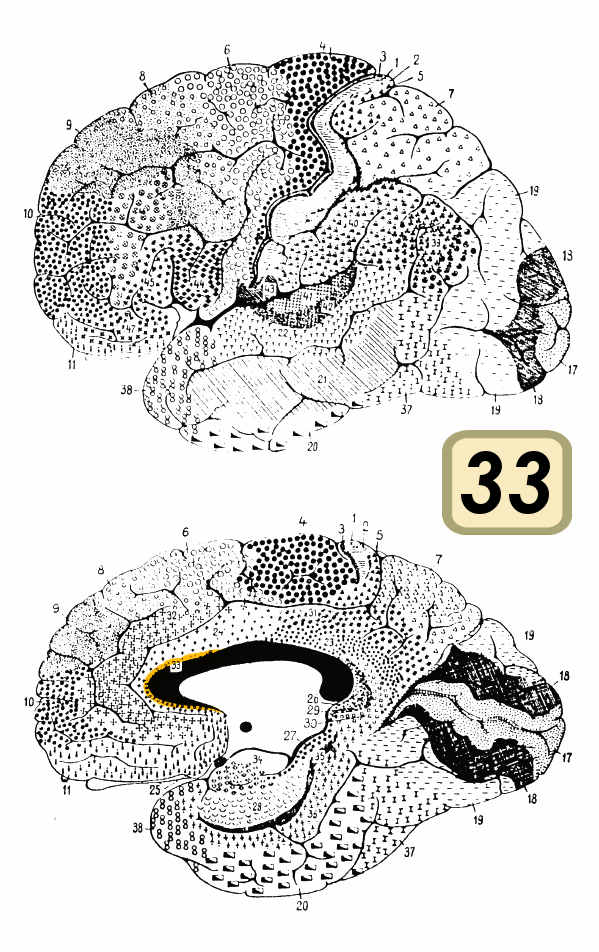
ブロードマンの脳地図における33野

## 関連文献
- 林基治、「大型類人猿の前部帯状回 (anterior cingulate cortex) に存在するスピンドル細胞について」 『霊長類研究』 2003年 19巻 1号 p.107-113, doi:10.2354/psj.19.107